# Климатизация
Климатизацията е процесът на охлаждане и намаляване на влажността на въздуха в затворена среда с цел постигане на топлинен комфорт. Климатизационните системи се използват най-често за охлаждане на сгради или превозни средства. Те обикновено работят на принципа на хладилната машина, по-рядко като изпарителни охладители.
Климатиците (наричани също кондиционери) често използват вентилатор, за да разпределят охладения или затоплен въздух в затворено пространство като сграда или автомобил, за да подобрят топлинния комфорт и качеството на въздуха в помещенията. Климатичните системи могат да бъдат малки, които могат да охладят малка спалня, до системи за централна климатизация на големи здания. Охлаждането обикновено се постига чрез хладилен кръг, но понякога се използва свободно охлаждане (от английски език Free Cooling).
За домашни нужди най-често се използват системи с един външен модул и един или няколко вътрешни модула. Този тип системи се наричат сплит (от английски език split – разделен). От 2013 г. е в сила директива на Европейския съюз(EU No 626/2011), налагаща изисквания към енергийната ефективност на електрическите климатични системи до 12 kW отдавана охлаждаща мощност. Изискванията за ефективност и икономичност на системите от този клас е постижима само с прилагането на инверторно управление на компресора и вентилатора на системата. Инверторната технология осигурява оптимален контрол на мощността и изключително ефективна работа чрез промяна на честотата на захранването. Инверторните климатици имат електронно управление, което гарантира, че нивата на температура и влажност в помещението са винаги комфортни.
В строителството цялостна система за отопление, вентилация и климатизация се нарича ОВК. Системите за централна климатизация се различават по типа топлоносител – директно изпарение (въздух) или вода. Системите на директно изпарение могат да бъдат от типа системи с променлив дебит на хладилния агент – VRF (Variable Refrigerant Flow) или руфтоп (rooftop). Системите за централна климатизация използващи вода, най-често се наричат чилъри (chiller), въпреки че това наименования се отнася по-скоро за системи, които само охлаждат. Този тип водоохлаждащи агрегати са силно разпространени и предпочитани за цялостно отопление и климатизация на сгради в Централна и Западна Европа, като моделите с функция отопление се наричат термопомпено-водоохлаждащи агрегати.
Към 2018 г. са инсталирани 1,5 милиарда климатични устройства, като Международната енергийна агенция очаква 5,6 милиарда устройства да бъдат използвани до 2050 г. В световен мащаб настоящата климатизация представлява 1/5 от потреблението на енергия в сградите, а очакваният ръст на използването на климатици ще доведе до значителен ръст на търсенето на енергия. В отговор на това през 2018 г. Обединените нации призоваха технологията да стане по-устойчива, за да смекчи изменението на климата.

## История

### Охлаждане чрез изпарение
От праисторически времена за охлаждане са се използвали сняг и лед. Бизнесът за събиране на лед през зимата и съхранение за използване през лятото става популярен към края на XVII век. Тази практика по-късно е заменена от механични машини за правене на лед.
Твърди се, че основната концепция зад климатизацията е била приложена в Древен Египет, където на прозорците се окачвали тръстики и те се навлажнявали с течаща вода. Изпарението на водата охлаждала въздуха, който преминавал през прозореца. Този процес също правил въздуха по-влажен, което било от полза при сух пустинен климат. Други техники в средновековна Персия включват използването на цистерни и вятърни кули за охлаждане на сградите през горещия сезон.
Китайският изобретател от II век Динг Хуан от династията Хан изобретява въртящ се вентилатор за климатизация, със седем колела с диаметър 3 m и ръчно захранван от затворници. През 747 г. император Xuanzong (712 – 762 г.) от династията Танг (618 – 907 г.) построява в императорския дворец т. нар. „прохладна зала“ (Liang Dian 涼 殿), която Tang Yulin описва като вентилаторни колела, задвижвани с вода, както и издигащи се струи вода от фонтани. По време на последвалата династия Сун (960 – 1279 г.) писмени източници споменават ротационния вентилатор на климатика като още по-широко използван.
През XVII век холандският изобретател Корнелис Дребъл демонстрира „Превръщането на лятото в зима“ като ранна форма на модерна климатизация за Джеймс I от Англия, като добавя сол към водата.

## Развитие на механичното охлаждане
През 1758 г. Бенджамин Франклин и Джон Хедли, професор по химия в университета в Кеймбридж, провеждат експеримент, за да изследват принципа на изпаряване като средство за бързо охлаждане на обект. Франклин и Хедли потвърждават, че изпаряването на силно летливи течности (като алкохол и етер) може да се използва за понижаване на температурата на обект и под точката на замръзване на водата. Те провеждат своя експеримент с колбата (резервоара с живак) на живачен термометър и с духало, използвано за ускоряване на изпарението. Те понижават температурата на колбата на термометъра до -14 °C, докато околната температура била 18 °C. Франклин отбелязва, че скоро след като са преминали точката на замръзване на водата 0 °C, върху повърхността на термометъра се е образувал тънък леден слой и че ледената маса е около 6 mm дебела, когато спират експеримента при достигане на -14 °C. Франклин заключава: „От този експеримент може да се види възможността човек да бъде замразен до смърт в топъл летен ден.“
През 1820 г. английският учен и изобретател Майкъл Фарадей открива, че компресирането и втечняването на амоняка може да охлади въздуха, когато втечненият амоняк се остави да се изпари. През 1842 г. лекарят от Флорида Джон Гори използва компресорна технология за създаване на лед, който използва за охлаждане на въздуха за своите пациенти в болницата си в Апалачикола, Флорида. В крайна сметка се надявал да използва машината си за приготвяне на лед, за да регулира температурата на сградите. Той дори си представя централизирана климатизация, която може да охлажда цели градове.
Първата механична машина за производство на лед на Джеймс Харисън започва да работи през 1851 г. на брега на река Баруон в Роки Пойнт в Джилонг, Австралия. Първата му търговска машина за приготвяне на лед следва през 1853 г., а патентът му за система за компресия на етерни пари е издаден през 1855 г. Тази нова система използва компресор, за да принуди хладилния газ да премине през кондензатор, където той се охлажда и втечнява. След това втечненият газ циркулира през хладилни серпантини и отново се изпарява, охлаждайки околната система. Машината е произвеждала 3000 kg лед на ден. Харисън има търговски успех при създаването на втора компания за лед през 1860 г.

### Електрически климатизатори
Създаването на съвременна, работеща с електроенергия климатична система се отдава на американския изобретател Уилис Х. Кариер. След като завършва университета в Корнел, Кариер си намира работа в компанията Buffalo Forge. Там той започва да експериментира с климатизацията като начин за решаване на проблем за фирмата за литография и издателство Sackett-Wilhelms в Бруклин, Ню Йорк. Първият климатик, проектиран и построен в Бъфало, Ню Йорк от Кариер, започва да работи на 17 юли 1902 г.
Създадено да подобри контрола на производствения процес в печатница, изобретението на Кариер контролира не само температурата, но и влажността. Кариер използва знанията си за нагряването на предмети с пара и обръща процеса. Вместо да изпраща въздух през горещи серпентини, той го изпраща през студени серпентини (пълни със студена вода). Въздухът се охлажда и по този начин количеството влага във въздуха може да се контролира, което от своя страна прави влажността в помещението контролируема. Контролираната температура и влажност спомагат за поддържане на постоянни размери на хартията и подравняване на мастилото. През 1915 г., заедно с шестима други служители, Кариер основава Carrier Corporation, бизнес, в който през 2020 г. работят 53 000 души и се оценява на 18,6 млрд. щ.д. С течение на времето климатикът започва да се използва и за подобряване на комфорта в домовете и автомобилите.
Смята се, че през 1914 г. е построен първият частен дом с климатик в Минеаполис, собственост на Чарлз Гейтс. Осъзнавайки, че климатизацията един ден ще бъде част от стандартното оборудване на частните домове, особено в региони с по-топъл климат, Дейвид Сейнт Пиер Дюбозе (1898 – 1994 г.) проектира мрежа от въздуховоди и вентилационни отвори за дома си в Медоумонт, всички прикрити зад сложни и привлекателни корнизи в грузински стил. Смята се, че тази сграда е един от първите частни домове в САЩ, оборудвани с централна климатизация.